# Sliver: The Best of the Box
Sliver: The Best of the Box – album kompilacyjny amerykańskiego zespołu Nirvana, wydany w 2005 roku przez wytwórnię płytową Universal. 
Zawiera 22 utwory, 19 utworów z boxu With the Lights Out i 3 niepublikowane.

## Lista utworów
1. „Spank Thru” (demo Fecal Matter z grudnia 1987) – 3:45
2. „Heartbreaker” (koncert z marca 1987 w Raymond, WA) – 2:59
3. „Mrs. Butterworth” (demo z 1988) – 4:05
4. „Floyd the Barber” (koncert z 23 stycznia 1988 w Tacoma, WA) – 2:33
5. „Clean Up Before She Comes” (demo domowe z 1988) – 3:12
6. „About a Girl” (demo domowe z 1988) – 2:44
7. „Blandest” (sesja studyjna z czerwca 1988 w Seattle, WA; wyprodukowane przez Jacka Endino) – 3:56
8. „Ain’t It a Shame” (sesja studyjna z sierpnia 1989 w Seattle, WA) – 2:02
9. „Sappy” (sesja studyjna ze stycznia 1990 w Seattle, WA; wyprodukowane przez Jacka Endino) – 3:33
10. „Opinion” (September 25, 1990 KAOS radio show) – 1:35
11. „Lithium” (September 25, 1990 KAOS radio show) – 1:49
12. „Sliver” (demo domowe z 1990) – 2:10
13. „Smells Like Teen Spirit” (demo boomboxowe z marca 1991) – 5:40
14. „Come as You Are” (demo boomboxowe z marca 1991) – 4:10
15. „Old Age” (sesja do albumu Nevermind z września 1991) – 4:21
16. „Oh, the Guilt” (sesja studyjna z kwietnia 1992 w Seattle, WA) – 3:25 (także limitowany split singiel z 1993)
17. „Rape Me” (solowe, akustyczne demo domowe z 1992) – 3:23
18. „Rape Me” (sesja studyjna z października 1992 w Seattle, WA) – 3:03
19. „Heart-Shaped Box” (sesja studyjna ze stycznia 1993 w Rio de Janeiro) – 5:32
20. „Do Re Mi” (solowe akustyczne demo boomboxowe z 1994) – 4:24
21. „You Know You’re Right” (solowe akustyczne demo boomboxowe z 1994) – 2:30
22. „All Apologies” (solowe akustyczne demo boomboxowe o nieznanej dacie) – 3:33